# 17066 Джинаґаллант
17066 Джинаґаллант (17066 Ginagallant) — астероїд головного поясу, відкритий 15 квітня 1999 року.
Тіссеранів параметр щодо Юпітера — 3,408.